# Bistrița
Bistrița (in ungherese Beszterce, in tedesco Bistritz) è un comune della Romania di 78 877 abitanti, capoluogo del distretto di Bistrița-Năsăud, nella regione storica della Transilvania.

## Storia

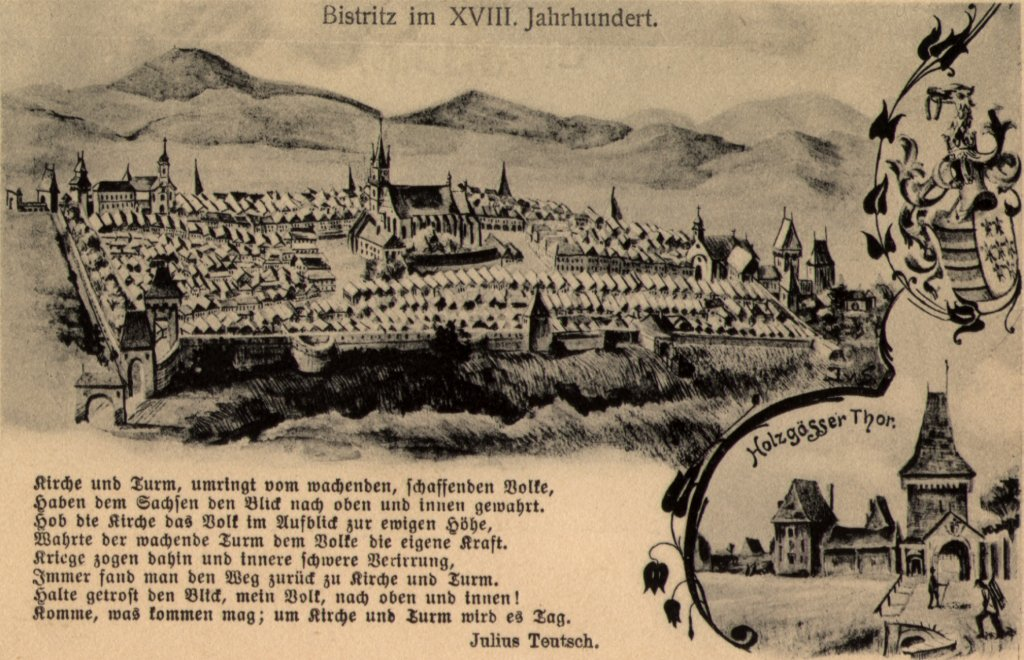
La città nel XVIII secolo

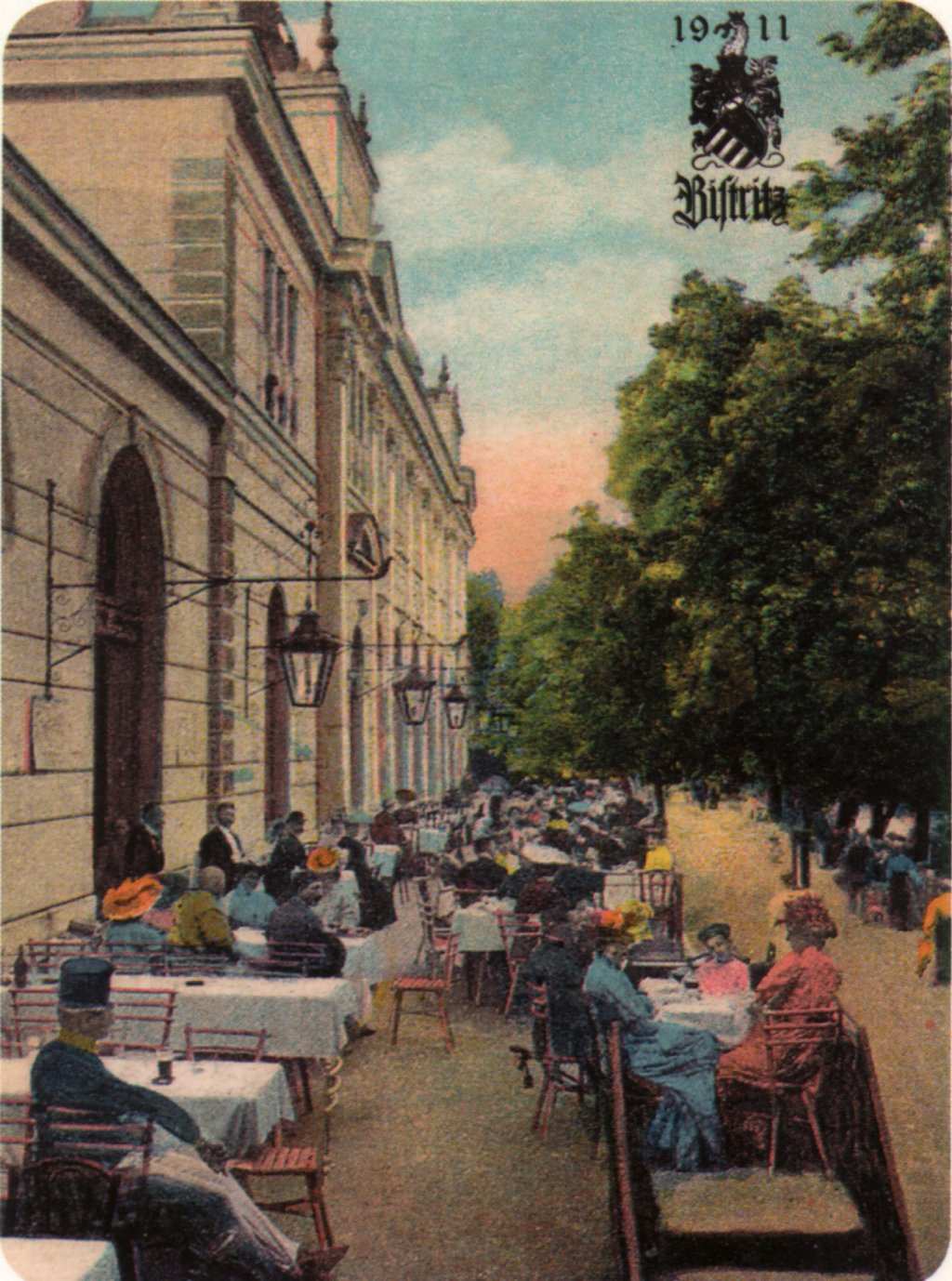
La città nel 1911 - Holzstraße

Le prime vestigia di una presenza umana nell'area di Bistrița risalgono al Neolitico.

I Sassoni della Transilvania si installarono nella zona, da essi chiamata Nösnerland, nel 1206; la città all'epoca era chiamata Nösen e la sua distruzione da parte dell'esercito Mongolo è descritta in un documento del 1241.

Questo fatto non rallentò però la crescita della città, che nel frattempo aveva assunto l'attuale nome traendolo dal fiume omonimo, che a sua volta lo derivava dalla parola slava bystrica, ovvero acqua limpida; l'ubicazione della città, al convergere di diverse vie commerciali, ne facilitò infatti lo sviluppo come importante mercato.
Bistrița divenne una città libera nel 1330 ed ottenne nel 1353 il diritto di organizzare ogni anno una fiera commerciale della durata di 15 giorni. Contemporaneamente la città divenne importante anche dal punto di vista militare e difensivo: vennero pertanto sviluppate imponenti fortificazioni che, nel 1465, comprendevano mura tutto attorno alla città, 18 torri ed una chiesa fortificata.
Dopo il dominio Austroungarico, la città fa parte della Romania dal 1919, ad esclusione di un periodo durante la Seconda guerra mondiale, nel quale venne occupata dall'Ungheria.

## Monumenti

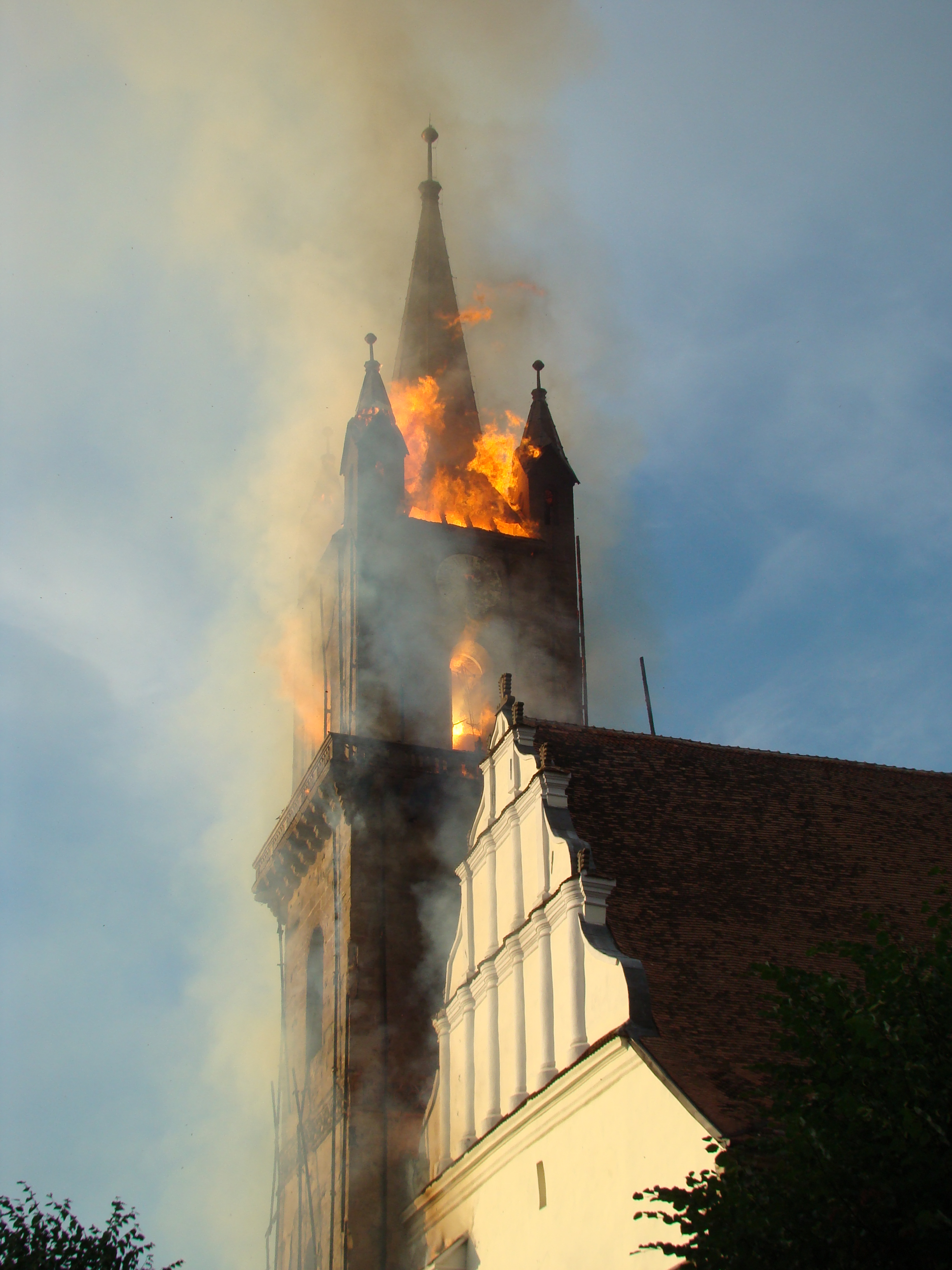
Chiesa evangelica, l'incendio dell'11 giugno 2008

Un incendio nel XIX secolo distrusse la maggior parte della cittadella medievale. Il principale monumento della città è la chiesa luterana, costruita originariamente nel XIV secolo in stile gotico ma rimaneggiata in forme rinascimentali tra il 1559 e il 1563; l'edificio è stato interamente ristrutturato nel 1998; Un incendio di vaste proporzioni ha poi distrutto gran parte del tetto della struttura principale oltre a tutte le scale interne del campanile interamente in legno nel settembre 2008.
Interessante è anche il Museo del distretto di Bistrița-Năsăud, ospitato in una vecchia caserma ristrutturata, che raccoglie cimeli Traci, Celtici e Germani.

## Cultura di massa
Nel romanzo Dracula di Bram Stoker, Jonathan Harker visita Bistrița alloggiando all'Albergo della Corona d'Oro (in lingua rumena Coroană de Aur; all'epoca in cui il romanzo fu scritto nella città non esisteva alcun albergo con questo nome, ma uno con questo nome è stato aperto in tempi più recenti, con evidenti scopi di attrazione turistica) il protagonista successivamente si reca nel castello di Dracula, sempre collocato, nell'immaginario, sui monti vicini alla città. 

## Amministrazione

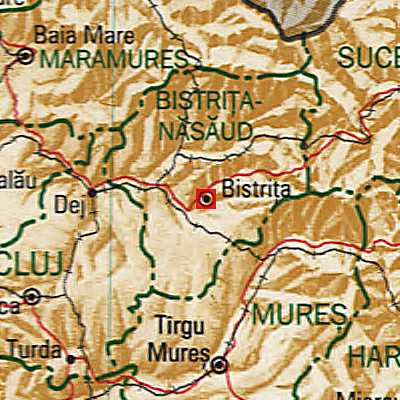
Bistrița (in rosso) - Romania - vicinanze: Târgu Mureș, Turda, Dej, Baia Mare

### Gemellaggi
- L'Aquila
- Besançon
- Zielona Góra
- Columbus
- Herzogenrath

## Sport

### Calcio
La squadra principale della città è l'Asociația Club Fotbal Gloria 1922 Bistrița.